# Carpi Football Club 1909 2017-2018
Questa voce raccoglie le informazioni riguardanti il Carpi Football Club 1909 nelle competizioni ufficiali della stagione 2017-2018.

## Stagione
Il Carpi, reduce dalle Finali Playoff perse contro il Benevento, si prepara per disputare il suo quarto campionato di Serie B. Nell'estate del 2017 si verificano molti cambiamenti. A cominciare dalla panchina dove, dopo tre anni, finisce l'avventura di Fabrizio Castori. Il direttore sportivo Giancarlo Romairone, arrivato nel novembre del 2016, passa al Chievo Verona. I loro sostituti sono Antonio Calabro, reduce da ottime annate in Eccellenza, Serie D e Lega Pro con Gallipoli e soprattutto Virtus Francavilla, e Matteo Lauriola, ex dirigente e capo di osservatori nel Lecce, nel Torino e nel Napoli. Il mercato estivo vede molte partenze illustri oltre a quella di Kevin Lasagna, acquistato dall'Udinese a gennaio e lasciato in prestito fino al 30 giugno 2017. Vid Belec (approdato a Carpi nell'estate del 2015) e Gaetano Letizia, in rosa dal 2012, si trasferiscono in Serie A nelle file del neo promosso Benevento. Simone Romagnoli e Lorenzo Lollo, arrivati in Emilia nel 2013, vanno all'Empoli appena retrocesso in Serie B. Antonio Di Gaudio e Riccardo Gagliolo, al Carpi rispettivamente dal 2010 e dal 2012, vengono presi dal neo promosso Parma. Il capitano Raffaele Bianco, in squadra dal 2012, passa al Perugia. Del gruppo degli ImmortAli che conquistarono la Serie A nel 2015 sono rimasti solo Lorenzo Pasciuti, il nuovo capitano Fabrizio Poli, Fabio Concas, Alessio Sabbione, Jerry Mbakogu e Maodo Malick Mbaye, arrivato l'11 agosto in prestito dal Chievo per la terza volta. In entrata si registrano il riscatto del portiere Simone Colombi dal Cagliari e gli arrivi di molti giovani come i difensori Armando Anastasio (prestito dal Napoli) e Davide Vitturini (prestito dal Pescara) e gli attaccanti Giancarlo Malcore (preso in Serie D dal Manfredonia) e Mbala Nzola (allenato in Lega Pro da Calabro alla Virtus Francavilla). Gli innesti più esperti sono il difensore portoghese Anibal Capela, svincolato dal Rio Ave e alla prima esperienza all'estero ed i centrocampisti Luca Verna dal Pisa e Daniele Giorico dal Modena. Negli ultimi giorni approdano Alessandro Ligi a titolo definitivo dal Cesena e, tutti in prestito, Riccardo Brosco dall'Hellas Verona, Luca Bittante dall'Empoli, Jacopo Manconi dal Novara, Niccolò Belloni dall'Inter e Arthur Yamga dal Chievo. Dopo un girone d'andata positivo, vinti al Cabassi i derby contro Cesena e Parma, concluso al decimo posto con 29 punti, durante il mercato estivo il Carpi tessera in prestito dal Cagliari l'attaccante Federico Melchiorri. I suoi 7 gol in 21 presenze saranno fondamentali per condurre alla salvezza la sua squadra, colpita da un vistoso calo di rendimento e di risultati che le ha impedito di entrare nei Play-off: dopo il 2-1 contro la Ternana del 29 marzo, non c'è stata nessuna vittoria nelle ultime nove partite. A marzo, nella trasferta di Cesena, Mbakogu fu colpito da un infortunio al ginocchio ed, una volta rientrato, non fu in grado di tornare ad un buon livello per affiancare Melchiorri. Il Carpi ha quindi chiuso la stagione all'undicesimo posto con 52 punti e con il peggior attacco del campionato, solo 32 gol segnati.

## Divise e sponsor
Lo sponsor tecnico per la stagione 2017-2018 è Givova mentre lo sponsor ufficiale è Gaudì Jeans.
| Casa | Trasferta | Terza divisa |

## Rosa
Rosa aggiornata al 29 luglio 2017
| N. |                       | Ruolo | Calciatore          |
| -- | --------------------- | ----- | ------------------- |
| 1  | Italia (bandiera)     | P     | Federico Serraiocco |
| 2  | Italia (bandiera)     | D     | Davide Vitturini    |
| 3  | Portogallo (bandiera) | D     | Aníbal Capela       |
| 4  | Italia (bandiera)     | D     | Alessio Sabbione    |
| 5  | Italia (bandiera)     | C     | Luca Verna          |
| 6  | Italia (bandiera)     | C     | Antonio Romano      |
| 7  | Italia (bandiera)     | C     | Fabio Concas        |
| 8  | Italia (bandiera)     | C     | Daniele Giorico     |
| 9  | Italia (bandiera)     | A     | Giancarlo Malcore   |
| 10 | Nigeria (bandiera)    | A     | Jerry Mbakogu       |
| 11 | Italia (bandiera)     | C     | Mario Prezioso      |
| 12 | Italia (bandiera)     | P     | Matteo Brunelli     |
| 13 | Italia (bandiera)     | D     | Fabrizio Poli       |
| 14 | Italia (bandiera)     | D     | Alessandro Ligi     |
| 15 | Francia (bandiera)    | A     | Arthur Yamga        |

| N. |                                 | Ruolo | Calciatore        |
| -- | ------------------------------- | ----- | ----------------- |
| 16 | Italia (bandiera)               | D     | Armando Anastasio |
| 17 | Italia (bandiera)               | A     | Jacopo Manconi    |
| 18 | Italia (bandiera)               | A     | Cristian Carletti |
| 19 | Italia (bandiera)               | C     | Lorenzo Pasciuti  |
| 20 | Italia (bandiera)               | D     | Luca Bittante     |
| 21 | Bosnia ed Erzegovina (bandiera) | C     | Dario Šarić       |
| 22 | Italia (bandiera)               | P     | Simone Colombi    |
| 23 | Italia (bandiera)               | D     | Riccardo Brosco   |
| 24 | Senegal (bandiera)              | C     | Malick Mbaye      |
| 25 | Germania (bandiera)             | D     | Tobias Pachonik   |
| 27 | Slovenia (bandiera)             | C     | Enej Jelenič      |
| 28 | Italia (bandiera)               | C     | Niccolò Belloni   |
| 30 | Italia (bandiera)               | C     | Saber Hraiech     |
| 29 | Angola (bandiera)               | A     | M'Bala Nzola      |
|    | Paesi Bassi (bandiera)          | C     | Ryan Hiwat        |

## Calciomercato

### Sessione estiva, dal 01/07 al 31/08
| Acquisti | Acquisti               | Acquisti           | Acquisti         |
| R.       | Nome                   | da                 | Modalità         |
| -------- | ---------------------- | ------------------ | ---------------- |
| P        | Matteo Brunelli        | Chievo             | prestito         |
| P        | Federico Serraiocco    | Brescia            | definitivo       |
| D        | Luca Bittante          | Empoli             | prestito         |
| D        | Leonardo Blanchard     | Brescia            | fine prestito    |
| D        | Riccardo Brosco        | Hellas Verona      | prestito         |
| D        | Alessandro Ligi        | Cesena             | definitivo       |
| D        | Nicolò Sperotto        | Como               | fine prestito    |
| D        | Davide Vitturini       | Pescara            | prestito         |
| C        | Matteo Fedele          | Bari               | fine prestito    |
| C        | Daniele Giorico        | Modena             | prestito         |
| C        | Ryan Hiwat             | Chiasso            | fine prestito    |
| C        | Malick Mbaye           | Chievo             | rinnovo prestito |
| C        | Mario Prezioso         | Napoli             | prestito         |
| C        | Dario Šarić            | Siena              | fine prestito    |
| A        | Saber Hraiech          | Piacenza           | definitivo       |
| A        | Michael De Marchi      | Prato              | fine prestito    |
| A        | Lamin Jawo             | Siena              | fine prestito    |
| A        | Ferdinando Mastroianni | AlbinoLeffe        | fine prestito    |
| A        | M'Bala Nzola           | Virtus Francavilla | prestito         |
| A        | Arthur Yamga           | Chievo             | prestito         |
| A        | Niccolò Belloni        | Inter              | prestito         |
| A        | Jacopo Manconi         | Novara             | prestito         |

| Cessioni | Cessioni          | Cessioni    | Cessioni                         |
| R.       | Nome              | a           | Modalità                         |
| -------- | ----------------- | ----------- | -------------------------------- |
| P        | Vid Belec         | Benevento   | definitivo                       |
| P        | Lazar Petković    | Pisa        | prestito                         |
| D        | Riccardo Gagliolo | Parma       | prestito                         |
| D        | Gaetano Letizia   | Benevento   | definitivo                       |
| D        | Simone Romagnoli  | Empoli      | prestito                         |
| D        | Aljaž Struna      | Palermo     | fine prestito                    |
| C        | Raffaele Bianco   | Perugia     | definitivo                       |
| C        | Marco Crimi       | Cesena      | definitivo                       |
| C        | Antonio Di Gaudio | Parma       | definitivo                       |
| C        | Matteo Fedele     | Foggia      | definitivo                       |
| C        | Lorenzo Lollo     | Empoli      | prestito con obbligo di riscatto |
| A        | Giacomo Beretta   | Milan       | fine prestito                    |
| A        | Alfredo Bifulco   | Napoli      | fine prestito                    |
| A        | Kevin Lasagna     | Udinese     | fine prestito                    |
| A        | Lamin Jawo        | Feralpisalò | prestito                         |
| D        | Nicolò Sperotto   | Fermana     | definitivo                       |

## Risultati

### Serie B

#### Girone di andata
| Arbitro: | Balice (Termoli) |

|            |           |  |
| Malcore 4’ | Marcatori |  |

| Arbitro: | Baroni (Firenze) |

|  |           |             |
|  | Marcatori | Mbakogu 20’ |

| Arbitro: | Pezzuto (Lecce) |

|             |           |  |
| Malcore 35’ | Marcatori |  |

| Arbitro: | Giua (Olbia) |

|                 |           |             |
| A. Brighenti 1’ | Marcatori | Mbakogu 34’ |

| Arbitro: | Marinelli (Tivoli) |

|             |           |                                        |
| Mbakogu 10’ | Marcatori | 48’ Martinelli 64’ Chiricò 88’ Beretta |

| Chiavari 23 settembre 2017, ore 15:00 CEST 6ª giornata | Virtus Entella    | 0 – 0 referto | Carpi | Stadio Comunale (1661 spett.)\| Arbitro: \| Sacchi (Macerata) \| |
| Arbitro:                                               | Sacchi (Macerata) |               |       |                                                                  |

| Arbitro: | Minelli (Varese) |

|  |           |            |
|  | Marcatori | Capone 36’ |

| Arbitro: | Nasca (Bari) |

|                        |           |  |
| Marsura 37’ Pinato 75’ | Marcatori |  |

| Arbitro: | Pinzani (Empoli) |

|                 |           |                     |
| Jelenič 3’, 14’ | Marcatori | 90+3’ (aut.) Brosco |

| Vercelli 21 ottobre 2017, ore 15:00 CEST 10ª giornata | Pro Vercelli          | 0 – 0 referto | Carpi | Stadio Silvio Piola (2500 spett.)\| Arbitro: \| Abbattista (Molfetta) \| |
| Arbitro:                                              | Abbattista (Molfetta) |               |       |                                                                          |

| Arbitro: | Di Paolo (Avezzano) |

|              |           |                                 |
| Sabbione 81’ | Marcatori | 10’, 36’ Nestorovski 84’ Embalo |

| Terni 30 ottobre 2017, ore 20:30 CEST 12ª giornata | Ternana         | 0 – 0 referto | Carpi | Stadio Libero Liberati\| Arbitro: \| Chiffi (Padova) \| |
| Arbitro:                                           | Chiffi (Padova) |               |       |                                                         |

| Arbitro: | Saia (Palermo) |

|                                    |           |                           |
| Malcore 27’, 40’, 54’ Carletti 83’ | Marcatori | Parlati 19’ Favilli 45+1’ |

| Arbitro: | Martinelli (Roma) |

|           |           |                    |
| Verna 12’ | Marcatori | 8’ And. Caracciolo |

| Arbitro: | Sacchi (Macerata) |

|                                                       |           |  |
| Buonaiuto 3’ Bandinelli 9’ Di Carmine 33’ 60’ Han 65’ | Marcatori |  |

| Arbitro: | Fourneau (Roma) |

|                       |           |                |
| Pasciuti 5’ Verna 10’ | Marcatori | R. Insigne 22’ |

| Arbitro: | Di Martino (Teramo) |

|            |           |             |
| Molina 10’ | Marcatori | Mbakogu 78’ |

| Arbitro: | Serra (Torino) |

|                       |           |  |
| Donnarumma 43’ (rig.) | Marcatori |  |

| Arbitro: | Abbattista (Molfetta) |

|             |           |                |
| Mbakogu 81’ | Marcatori | 58’ D. Ciofani |

| Arbitro: | Pillitteri (Palermo) |

|  |           |           |
|  | Marcatori | 13’ Verna |

| Carpi 28 dicembre 2017, ore 20:30 CET 21ª giornata | Carpi             | 0 – 0 referto | Bari | Stadio Sandro Cabassi (2145 spett.)\| Arbitro: \| Ghersini (Genova) \| |
| Arbitro:                                           | Ghersini (Genova) |               |      |                                                                        |

#### Girone di ritorno
| Arbitro: | La Penna (Roma) |

|             |           |  |
| Moscati 43’ | Marcatori |  |

| Arbitro: | Giua (Olbia) |

|                            |           |           |
| Mbakogu 70’ Melchiorri 78’ | Marcatori | 72’ Terzi |

| Arbitro: | Illuzzi (Molfetta) |

|              |           |                    |
| Sprocati 45’ | Marcatori | 42’ Poli 73’ Verna |

| Arbitro: | Piscopo (Imperia) |

|                |           |              |
| Melchiorri 72’ | Marcatori | 32’ Scappini |

| Arbitro: | Pinzani (Empoli) |

|                           |           |  |
| Mazzeo 20’ Kragl 42’, 57’ | Marcatori |  |

| Carpi 24 febbraio 2018, ore 15:00 CET 27ª giornata | Carpi            | 0 – 0 referto | Virtus Entella | Stadio Sandro Cabassi (1460 spett.)\| Arbitro: \| Balice (Termoli) \| |
| Arbitro:                                           | Balice (Termoli) |               |                |                                                                       |

| Arbitro: | Serra (Torino) |

|  |           |              |
|  | Marcatori | 11’ Sabbione |

| Carpi 2 aprile 2018, ore 17:30 CET 29ª giornata | Carpi          | 0 – 0 referto | Venezia | Stadio Sandro Cabassi (2206 spett.)\| Arbitro: \| Saia (Palermo) \| |
| Arbitro:                                        | Saia (Palermo) |               |         |                                                                     |

| Cesena 10 marzo 2018, ore 15:00 CET 30ª giornata | R.C. Cesena         | 0 – 0 referto | Carpi | Orogel Stadium-Dino Manuzzi (10954 spett.)\| Arbitro: \| Di Paolo (Avezzano) \| |
| Arbitro:                                         | Di Paolo (Avezzano) |               |       |                                                                                 |

| Arbitro: | Fourneau (Roma) |

|                     |           |  |
| Melchiorri 33’, 65’ | Marcatori |  |

| Arbitro: | Ghersini (Genova) |

|                                      |           |  |
| Coronado 18’, 47’, 76’ La Gumina 67’ | Marcatori |  |

| Arbitro: | Pilliteri (Palermo) |

|                           |           |                 |
| Melchiorri 12’ Concas 68’ | Marcatori | 38’ A. Montalto |

| Arbitro: | Chiffi (Padova) |

|                           |           |  |
| Monachello 3’ Mengoni 45’ | Marcatori |  |

| Arbitro: | Guccini (Albano Laziale) |

|                     |           |                  |
| And. Caracciolo 81’ | Marcatori | 90+4’ Melchiorri |

| Arbitro: | Di Martino (Teramo) |

|            |           |                              |
| Concas 87’ | Marcatori | 15’ Di Carmine 59’ Gustafson |

| Arbitro: | Minelli (Varese) |

|                  |           |          |
| Barillà 25’, 48’ | Marcatori | 54’ Poli |

| Carpi 28 aprile 2018, ore 15:00 CEST 38ª giornata | Carpi            | 0 – 0 referto | Avellino | Stadio Sandro Cabassi (2423 spett.)\| Arbitro: \| Rapuano (Rimini) \| |
| Arbitro:                                          | Rapuano (Rimini) |               |          |                                                                       |

| Carpi 1 maggio 2018, ore 15:00 CEST 39ª giornata | Carpi            | 0 – 0 referto | Empoli | Stadio Sandro Cabassi (1868 spett.)\| Arbitro: \| Balice (Termoli) \| |
| Arbitro:                                         | Balice (Termoli) |               |        |                                                                       |

| Arbitro: | Giua (Olbia) |

|            |           |  |
| Dionisi 5’ | Marcatori |  |

| Arbitro: | Piscopo (Imperia) |

|                |           |               |
| Melchiorri 42’ | Marcatori | 21’ Schenetti |

| Arbitro: | Pilitteri (Palermo) |

|                        |           |  |
| Galano 27’ Brienza 44’ | Marcatori |  |

### Coppa Italia

#### Secondo Turno
| Arbitro: | Ros (Pordenone) |

|                                           |           |  |
| Mbakogu 5’ (rig.), 49’ Verna 15’ Jawo 24’ | Marcatori |  |

##### Terzo Turno
| Arbitro: | Gavillucci (Latina) |

|                                          |                      |                                   |
| Malcore 72’ (rig.) Concas 78’ Nzola 102’ | Marcatori            | 2’ Minala 32’ Zito 91’ Bocalon    |
| Mbakogu Malcore Jelenič Nzola Concas     | Tiri di rigore 4 – 3 | Rosina Minala Bocalon Tuia Vitale |

###### Quarto Turno
| Arbitro: | Illuzzi (Molfetta) |

|                             |           |  |
| Iago Falque 19’ Belotti 32’ | Marcatori |  |

### Statistiche di squadra
Statistiche aggiornate al 18 maggio 2018
| Competizione | Punti        | In casa | In casa | In casa | In casa | In casa | In casa | In trasferta | In trasferta | In trasferta | In trasferta | In trasferta | In trasferta | Totale | Totale | Totale | Totale | Totale | Totale | D.R. |
| Competizione | Punti        | G       | V       | N       | P       | Gf      | Gs      | G            | V            | N            | P            | Gf           | Gs           | G      | V      | N      | P      | Gf     | Gs     | D.R. |
| ------------ | ------------ | ------- | ------- | ------- | ------- | ------- | ------- | ------------ | ------------ | ------------ | ------------ | ------------ | ------------ | ------ | ------ | ------ | ------ | ------ | ------ | ---- |
| Serie B      | 52           | 21      | 8       | 9       | 4       | 2 3     | 19      | 21           | 4            | 7            | 10           | 9            | 27           | 42     | 12     | 16     | 14     | 32     | 46     | - 14 |
| Coppa Italia | Quarto Turno | 2       | 1       | 1       | 0       | 7       | 3       | 1            | 0            | 0            | 1            | 0            | 2            | 3      | 1      | 1      | 1      | 7      | 5      | + 2  |
| Totale       | 52           | 23      | 9       | 10      | 4       | 30      | 22      | 22           | 4            | 7            | 11           | 9            | 29           | 45     | 13     | 17     | 15     | 39     | 51     | - 12 |

### Andamento in campionato
| Giornata  | 1 | 2 | 3 | 4 | 5 | 6 | 7 | 8 | 9 | 10 | 11 | 12 | 13 | 14 | 15 | 16 | 17 | 18 | 19 | 20 | 21 | 22 | 23 | 24 | 25 | 26 | 27 | 28 | 29 | 30 | 31 | 32 | 33 | 34 | 35 | 36 | 37 | 38 | 39 | 40 | 41 | 42 |
| --------- | - | - | - | - | - | - | - | - | - | -- | -- | -- | -- | -- | -- | -- | -- | -- | -- | -- | -- | -- | -- | -- | -- | -- | -- | -- | -- | -- | -- | -- | -- | -- | -- | -- | -- | -- | -- | -- | -- | -- |
| Luogo     | C | T | T |   |   |   |   |   |   |    |    |    |    |    |    |    |    |    |    |    |    |    |    |    |    |    |    |    |    |    |    |    |    |    |    |    |    |    |    |    |    |    |
| Risultato | V | V | V | N | P | N | P | P | V | N  | P  | N  | V  | N  | P  | V  | N  | P  | N  | V  | N  | P  | V  | V  | N  | P  | N  | N  | V  | V  | P  | V  | N  | P  | N  | P  | P  | N  | N  | P  |    |    |
| Posizione | 1 | 1 | 1 |   |   |   |   |   |   |    |    |    |    |    |    |    |    |    |    |    |    |    |    |    |    |    |    |    |    |    |    |    |    |    |    |    |    |    |    |    |    |    |

Legenda:

Luogo: C = Casa; T = Trasferta. Risultato: V = Vittoria; N = Pareggio; P = Sconfitta.